# Burmagomphus v-flavum
Burmagomphus v-flavum is een libellensoort uit de familie van de rombouten (Gomphidae), onderorde echte libellen (Anisoptera).
De soort staat op de Rode Lijst van de IUCN als onzeker, beoordelingsjaar 2010.
Burmagomphus v-flavum is in 1926 voor het eerst wetenschappelijk beschreven door Fraser.